# 日本評論社
日本評論社（にほんひょうろんしゃ）は、日本の出版社の一つである。略称 nippyo。『法律時報』・『法学セミナー』・『経済セミナー』・『数学セミナー』・『こころの科学』・『からだの科学』で知られる。

## 概要
1918年（大正7年）の創業。創業当初は文藝中心であったが、昭和初期には社会問題・社会科学の出版が多くなり、末弘厳太郎編の法律学関係全集や河合栄治郎の著書などで売り上げを伸ばし、急発展した。しかし、1938年（昭和13年） - 1943年（昭和18年）の河合栄治郎事件（東大の河合教授が二・二六事件を批判し、著書が販売禁止になり、出版法違反で起訴された）、1942年（昭和17年） - 1945年（昭和20年）の横浜事件（治安維持法違反で多くの評論家や出版社が摘発された）と、二つの言論弾圧事件の試練に見まわれた。この時期には、『経済往来』（のち『日本評論』と改題）誌が、総合雑誌として、『改造』『中央公論』と伍していた。小説作品も、宮本百合子「三月の第四日曜」や幸田露伴「連環記」などの作品を掲載し、作品発表の舞台としても、評価されていた。
『法律時報』は1929年（昭和4年）創刊で現在も刊行されており、法律以外にも経済・社会・政治・心理・教育・福祉・理工などの本も多く出版している。最近では「夜回り先生」こと水谷修や藤田まことの本なども出版している。

## 本社
東京都豊島区南大塚3丁目12番4号

## 代表的出版物

### 書籍
- 吉野作造（代表）編『明治文化全集』（全24巻、1928年 - 1930年）
- 末弘厳太郎編『現代法学全集』（全39巻、1928年 - 1931年）
- 末弘厳太郎編『新法学全集』（全36巻、1936年 - 1940年）
- 河合栄治郎編『学生叢書』（全12巻、1936年 - 1941年）
- 河合栄治郎『学生に与う』（1940年）

### 雑誌
- 『法律時報』・『法学セミナー』・『新基本法コンメンタール』・『経済セミナー』
- 『数学セミナー』・『からだの科学』・『こころの科学』・『そだちの科学』